# Trailmotor
Het begrip trailmotor wordt vaak verward met de trialmotor, de naam is echter afgeleid van "trail" (gebaand pad). 
De trailmotor echter is een offroad of allroad motorfiets. Deze laatste typen kwamen pas in de jaren zeventig in zwang. Tot die tijd werd vaak een wegmotor omgebouwd. De veerwegen werden dan iets verlengd, er kwamen semi-terreinbanden op en er werden verhoogde uitlaatpijpen (Swept back pipes) gemonteerd. De trailmotor werd ook wel Scrambler genoemd.
Voorbeeld: Triumph Tiger Trail.